# Бобров Всеволод Михайлович

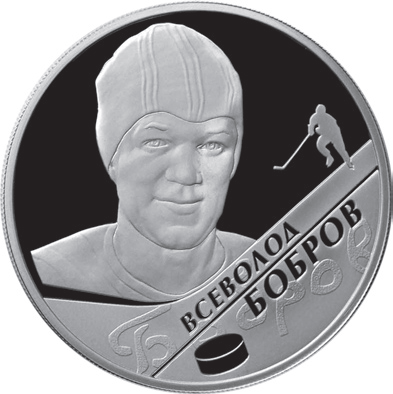
Пам'ятна монета на честь спортсмена.

Все́волод Миха́йлович Бобро́в (1 грудня 1922, Моршанськ, Тамбовська область, Росія — 1 липня 1979, Москва) — російський спортсмен (футбол, хокей із м'ячем, хокей із шайбою) і тренер. Заслужений майстер спорту СРСР (1948). Заслужений тренер СРСР (1967).

## Біографічні відомості
Народився 1 грудня 1922 року в маленькому містечку Тамбовської губернії Моршанську. Через 3 роки після народження малюка його батьки перебралися в Сестрорецьк, курортне місто в Ленінградській області, де прожили до 1941 року. Саме тут хлопчик зробив перші кроки до спортивної кар'єри: грав у дворі футбол, а взимку на льоду грали ключками і невеликими шайбами.
Вирізнявся чудовим ривком, великою швидкістю і прекрасною результативністю. Провів 114 матчів чемпіонату СРСР, забив 99 голів. У 1967 році увійшов до символічної збірної СРСР останнього 50-ліття. Боброва вважають одним з найталановитіших спортсменів усіх часів.
Певний час тренером Всеволода Боброва був відомий український спортсмен і тренер Мирон Труш. Саме він навчив російського хокеїста робити відомий кидок, який згодом назвали «фінтом Боброва», під час якого хокеїст ззаду об'їжджає ворота, а тоді закидає шайбу.
Унікальний спортсмен  — грав і за футбольну (брав участь у Олімпійських іграх 1952), і за хокейну збірні СРСР. За футбольну збірну СРСР провів тільки 3 гри, але при цьому забив 5 голів. У хокеї з шайбою став лідером збірної і багаторазовим чемпіоном Олімпіад, світу і Європи.

## Досягнення

### Футбол
- Чемпіонат СРСР: Чемпіон (4): 1946, 1947, 1948, 1953

Срібний призер (2): 1945, 1949
- Кубок СРСР: (2) 1945, 1948

### Хокей із шайбою
Як гравець:
- Чемпіонат СРСР: Чемпіон (7): 1948, 1949, 1950, 1951, 1952, 1955, 1956

Срібний призер (3): 1947, 1954, 1957
- Чемпіон Олімпійських ігор 1956

- Чемпіонат світу:

Чемпіон (2): 1954, 1956
Срібний призер (2): 1955, 1957
- Чемпіонат Європи:

Чемпіон (3): 1954, 1955, 1956
Срібний призер (1): 1957
- Перший хокеїст — кавалер Ордена Леніна (1957).

Як тренер:
- Чемпіонат СРСР: Чемпіон (1): 1967 «Спартак» Москва

Срібний призер (2): 1965 і 1966
- Чемпіонат світу і Європи:

Чемпіон (2): 1973, 1974
Срібний призер (1): 1972

### Хокей з м'ячем
- Кубок СРСР (1)

Футбольна статистика:
| Сезон  | Команда     | Ліга | Ліга | Кубок | Кубок | Збірна | Збірна | Сума | Сума |
| Сезон  | Команда     | І    | Г    | І     | Г     | І      | Г      | І    | Г    |
| ------ | ----------- | ---- | ---- | ----- | ----- | ------ | ------ | ---- | ---- |
| 1945   | ЦБЧА        | 21   | 24   | 5     | 6     | —      | —      | 26   | 30   |
| 1946   | ЦБЧА        | 8    | 8    | 2     | 1     | —      | —      | 10   | 9    |
| 1947   | ЦБЧА        | 19   | 14   | 4     | 4     | —      | —      | 23   | 18   |
| 1948   | ЦБЧА        | 17   | 23   | 6     | 5     | —      | —      | 23   | 28   |
| 1949   | ЦБЧА        | 14   | 11   | 3     | 2     | —      | —      | 17   | 13   |
| 1950   | ВПС         | 14   | 7    | —     | —     | —      | —      | 14   | 7    |
| 1951   | ВПС         | 9    | 5    | 1     | 2     | —      | —      | 10   | 7    |
| 1952   | ВПС         | 9    | 2    | 1     | 2     | 3      | 5      | 13   | 9    |
| 1953   | «Спартак» М | 4    | 3    | —     | —     | —      | —      | 4    | 3    |
| Усього | Усього      | 115  | 97   | 22    | 22    | 3      | 5      | 140  | 124  |

Хокейна статистика:
| Сезон   | Команда | Ліга | Ліга | Кубок | Кубок | Збірна | Збірна | Сума | Сума |
| Сезон   | Команда | І    | Г    | І     | Г     | І      | Г      | І    | Г    |
| ------- | ------- | ---- | ---- | ----- | ----- | ------ | ------ | ---- | ---- |
| 1946/47 | ЦБЧА    |      | 3    | —     | —     | —      | —      |      | 3    |
| 1947/48 | ЦБЧА    |      | 52   | —     | —     | —      | —      |      | 52   |
| 1948/49 | ЦБЧА    |      | 27   | —     | —     | —      | —      |      | 27   |
| 1949/50 | ВПС     |      | 36   | —     | —     | —      | —      |      | 36   |
| 1950/51 | ВПС     |      | 42   |       | 13    | —      | —      |      | 55   |
| 1951/52 | ВПС     |      | 37   |       | 13    | —      | —      |      | 50   |
| 1952/53 | ВПС     |      | 0    |       | 0     | —      | —      |      | 0    |
| 1953/54 | ЦБРА    |      | 15   |       | 5     | 13     | 23     |      | 43   |
| 1954/55 | ЦСК МО  |      | 25   |       | 0     | 14     | 14     |      | 39   |
| 1955/56 | ЦСК МО  |      | 0    |       | 0     | 15     | 22     |      | 22   |
| 1956/57 | ЦСК МО  |      | 17   | —     | —     | 17     | 35     |      | 52   |
| Усього  | Усього  |      | 254  |       | 31    | 59     | 94     |      | 379  |

## Вшанування пам'яті
На честь спортсмена названо астероїд 18321 Бобров, а також судно́ тилового забезпечення проєкту 23120, бортовий № 881 (найменування виробу МБ-75).